# Arp 88
PGC 4728 = Arp 88 ist eine interagierendes Galaxienpaar im Sternbild Fische am Nordsternhimmel. 
Halton Arp (1927–2013) gliederte seinen Katalog ungewöhnlicher Galaxien nach rein morphologischen Kriterien in Gruppen. Diese Galaxie gehört zu der Klasse Spiralgalaxien mit einem großen Begleiter hoher Flächenhelligkeit auf einem Arm.